# حسن‌آباد (رشتخوار)
حسن‌آباد (رشتخوار)، روستایی از توابع بخش مرکزی شهرستان رشتخوار در استان خراسان رضوی ایران است.

## جمعیت
این روستا در دهستان آستانه قرار دارد و براساس سرشماری مرکز آمار ایران در سال ۱۳۸۵، جمعیت آن زیر سه خانوار بوده‌است.